# .ng
‎.ng‏ دامنه اینترنتی اختصاص داده شده به نیجریه است.